# Bjarki Már Elísson
Bjarki Már Elísson, né le 16 mai 1990 à Reykjavik, est un handballeur internationale islandais évoluant au poste d'ailier gauche au sein du club hongrois Veszprém KSE.
Il a participé au Championnat du monde 2017.